# Долно-Прахово
Долно-Прахово (болг. Долно Прахово) — село в Болгарии. Находится в Кырджалийской области, входит в общину Ардино. Население составляет 134 человека.

## Политическая ситуация
В местном кметстве Долно-Прахово, в состав которого входит Долно-Прахово, должность кмета (старосты) исполняет Ахмед Рамадан Емин (Движение за права и свободы (ДПС)) по результатам выборов.
Кмет (мэр) общины Ардино — Ресми Мехмед Мурад (Движение за права и свободы (ДПС)) по результатам выборов.